# 154554 Heatherelliott
154554 Heatherelliott este o planetă minoră (asteroid), cu un diametru de 3,17 km, din centura de asteroizi. A fost descoperită pe 1 aprilie 2003 la Observatorul Național Kitt Peak de Marc Buie⁠(d). 
Obiectul prezintă o orbită caracterizată de o semiaxă mare de 2,6772893929533 UAi, o excentricitate de 0,084414509667882, o înclinație de 6,3271387900468 ° în raport cu ecliptica.